# Arbeláez
Arbeláez là một khu tự quản thuộc tỉnh Cundinamarca, Colombia. Thủ phủ của khu tự quản Arbeláez đóng tại Arbeláez Khu tự quản Arbeláez có diện tích ## ki lô mét vuông. Đến thời điểm ngày 28 tháng 5 năm 2005, khu tự quản Arbeláez có dân số #18545# người.